# カザルモラーノ
カザルモラーノ（伊: Casalmorano）は、イタリア共和国ロンバルディア州クレモナ県にある、人口約1,600人の基礎自治体（コムーネ）。

## 地理

### 位置・広がり

#### 隣接コムーネ
隣接するコムーネは以下の通り。
- アンニッコ
- アッツァネッロ
- カザルブッターノ・エドゥニーティ
- カステルヴィスコンティ
- ジェニヴォルタ
- パデルノ・ポンキエッリ
- ソレジーナ

### 気候分類・地震分類
気候分類では、zona E, 2389 GGに分類される。
また、イタリアの地震リスク階級 (it) では、zona 3 (sismicità bassa) に分類される
。